# Spooner Oldham
Pour les articles homonymes, voir Spooner.
Dewey Lyndon « Spooner » Oldham, né le 14 juin 1943 en Alabama, est un musicien de studio américain ; il a participé à de nombreuses formations majeures de la scène rock en particulier avec Neil Young et J.J. Cale.
Il a également collaboré avec Bob Dylan, Delaney Bramlett, Willy DeVille, Joe Cocker, les Hacienda Brothers (en), Linda Ronstadt, Jackson Browne, the Everly Brothers, Dickey Betts, Frank Black, Eddy Mitchell et le groupe Texas. 

## Discographie

### Avec Neil Young
- 1985 : Old Ways
- 1992 : Harvest Moon
- 1993 : Unplugged
- 2000 : Road Rock Vol. 1: Friends and Relatives
- 2000 : Silver and Gold
- 2005 : Prairie Wind
- 2011 : A Treasure

### Avec JJ Cale
- 1983 : JJ Cale N°8
- 1990 : Travel-Log
- 1992 : Number 10
- 1994 : Closer to You
- 2019 : Stay Around

### Participation avec d'autres artistes
- 1967 : De Londres à Memphis d'Eddy Mitchell
- 1982 : Saved de Bob Dylan
- 2024 : The Muscle shoals sessions avec Texas